# Armée du Nord-Est
L’armée du Nord-Est (chinois traditionnel : 東北軍; chinois simplifié : 东北军; pinyin: Dōngběi Jūn) est l'armée chinoise de la clique du Fengtian jusqu'à l'unification de la Chine en 1928. De 1931 à 1933, elle combat l'armée impériale japonaise en Mandchourie, au Jehol et au Hebei, durant la pacification du Mandchoukouo.

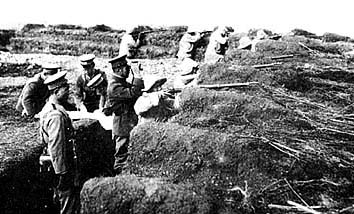
L'armée du nord-Est durant le Conflit sino-soviétique (1929)

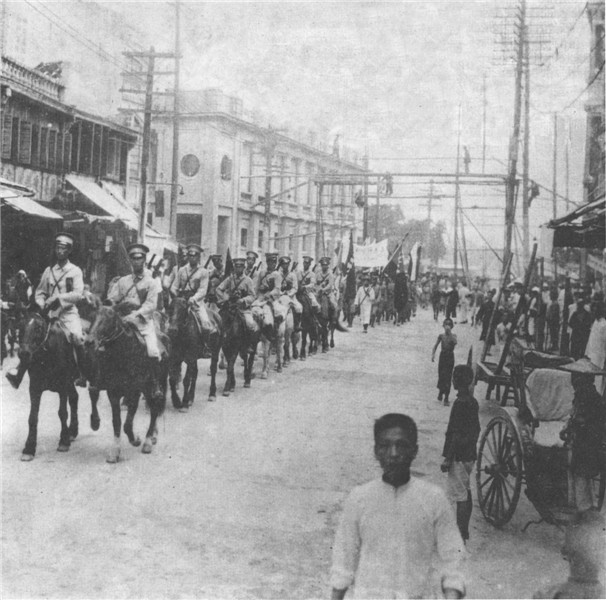
L'armée du Nord-Est à Harbin

Zhang Xueliang commande l'armée après l'assassinat de son père. Avant l'incident de Mukden, elle était composée de 12 brigades d'infanterie et 3 de cavalerie (pour un total estimé à 179 505 hommes) en Mandchourie, en plus de 12 brigades d'infanterie, 2 de cavalerie et 3 d'artillerie stationnées dans le nord de la Chine. Cette armée chinoise est très mal armée après sa retraite de Mandchourie et la perte de ses arsenaux saisis par le Japon. Beaucoup d'unités se battent juste avec de simples pistolets, des grenades, et des épées traditionnelles chinoises. L'armée tente de défendre Jinzhou contre les Japonais en 1931, puis le Jehol et le Hebei durant la défense de la Grande Muraille en 1933. Zhang Xueliang est relevé de son commandement après la chute du Jehol, et remplacé par le général He Yingqin.

## Sources
- (en) Mukden Incident - 9/18/1931
- (en) Battles of the Great Wall - 3/1933